# インド人のアカデミー賞受賞者と候補者一覧
本稿はアカデミー賞の受賞者、候補者となったインド人に関する一覧である。受賞者のうちサタジット・レイはアカデミー名誉賞を受賞した唯一のインド人、A・R・ラフマーンは複数の賞を受賞した唯一のインド人である。アカデミー作品賞を受賞したリチャード・アッテンボローの『ガンジー』にはインド国立映画開発公社が製作に参加している。

## 受賞・ノミネート一覧

### 名誉賞
| 年 （授賞式）   | 画像 | 受賞者           | 出典              |
| --------------- | ---- | ---------------- | ----------------- |
| 1992 （第64回） |      | サタジット・レイ | [ 3 ] [ 4 ] [ 5 ] |

### コンペティション賞
| 年 （授賞式）   | 画像                      | 対象者                          | 作品名                                     | 部門                            | 結果       | 出典   |
| --------------- | ------------------------- | ------------------------------- | ------------------------------------------ | ------------------------------- | ---------- | ------ |
| 1958 （第30回） |                           | メーブーブ・カーン              | インドの母                                 | 外国語映画賞                    | ノミネート | [ 6 ]  |
| 1961 （第33回） |                           | イスマイル・マーチャント        | The Creation of Woman                      | 短編映画賞                      | ノミネート | [ 8 ]  |
| 1979 （第51回） |                           | K・K・カピル                    | An Encounter with Faces                    | 短編ドキュメンタリー映画賞      | ノミネート | [ 9 ]  |
| 1983 （第55回） |                           | バーヌ・アタイヤ                | ガンジー                                   | 衣裳デザイン賞                  | 受賞       | [ 10 ] |
| 1983 （第55回） |                           | ラヴィ・シャンカル              | ガンジー                                   | 作曲賞                          | ノミネート | [ 10 ] |
| 1987 （第59回） |                           | イスマイル・マーチャント        | 眺めのいい部屋                             | 作品賞                          | ノミネート | [ 11 ] |
| 1989 （第61回） |                           | ミーラー・ナーイル              | サラーム・ボンベイ!                        | 外国語映画賞                    | ノミネート | [ 12 ] |
| 1993 （第65回） |                           | イスマイル・マーチャント        | ハワーズ・エンド                           | 作品賞                          | ノミネート | [ 13 ] |
| 1994 （第66回） | 日の名残り                | イスマイル・マーチャント        | 作品賞                                     | ノミネート                      | [ 14 ]     |        |
| 2002 （第74回） |                           | アシュトーシュ・ゴーワリケール  | ラガーン                                   | 外国語映画賞                    | ノミネート | [ 15 ] |
| 2002 （第74回） | アーミル・カーン          |                                 | ラガーン                                   | 外国語映画賞                    | ノミネート | [ 15 ] |
| 2005 （第77回） |                           | アシュヴィン・クマール          | Little Terrorist                           | 短編映画賞                      | ノミネート | [ 16 ] |
| 2007 （第79回） |                           | ディーパ・メータ                | とらわれの水                               | 外国語映画賞                    | ノミネート | [ 17 ] |
| 2009 （第81回） |                           | レスル・プークティ              | スラムドッグ$ミリオネア                    | 録音賞                          | 受賞       | [ 18 ] |
| 2009 （第81回） |                           | A・R・ラフマーン (作曲)         | スラムドッグ$ミリオネア                    | 作曲賞                          | 受賞       | [ 18 ] |
| 2009 （第81回） | 歌曲賞 (「オー...サヤ」)  | A・R・ラフマーン (作曲)         | スラムドッグ$ミリオネア                    | ノミネート                      |            | [ 18 ] |
| 2009 （第81回） | 歌曲賞 (「ジャイ・ホー」) | A・R・ラフマーン (作曲)         | スラムドッグ$ミリオネア                    | 受賞                            |            | [ 18 ] |
| 2009 （第81回） | 歌曲賞 (「ジャイ・ホー」) | グルザール (作詞)               | スラムドッグ$ミリオネア                    | 受賞                            |            | [ 18 ] |
| 2011 （第83回） |                           | A・R・ラフマーン (作曲)         | 127時間                                    | 作曲賞 (「If I Rise」)          | ノミネート | [ 19 ] |
| 2011 （第83回） | 歌曲賞                    | A・R・ラフマーン (作曲)         | 127時間                                    |                                 | ノミネート | [ 19 ] |
| 2013 （第85回） |                           | ボンベイ・ジャヤシュリー (作詞) | ライフ・オブ・パイ/トラと漂流した227日     | 歌曲賞 (「パイズ・ララバイ」)   | ノミネート | [ 20 ] |
| 2020 (第92回)   |                           | スムリティ・ムンドゥラ          | St. Louis Superman                         | 短編ドキュメンタリー映画賞      | ノミネート | [ 21 ] |
| 2022 （第94回） |                           | リントゥ・トーマス              | 燃えあがる女性記者たち                     | 長編ドキュメンタリー映画賞      | ノミネート | [ 22 ] |
| 2022 （第94回） | スシュミト・ゴーシュ      |                                 | 燃えあがる女性記者たち                     | 長編ドキュメンタリー映画賞      | ノミネート | [ 22 ] |
| 2023 (第95回)   |                           | M・M・キーラヴァーニ (作曲)     | RRR                                        | 歌曲賞 (「ナートゥ・ナートゥ」) | 受賞       | [ 23 ] |
| 2023 (第95回)   | チャンドラボース (作詞)   |                                 | RRR                                        | 歌曲賞 (「ナートゥ・ナートゥ」) | 受賞       | [ 23 ] |
| 2023 (第95回)   |                           | カルティキ・ゴンサルヴェス      | エレファント・ウィスパラー: 聖なる象との絆 | 短編ドキュメンタリー映画賞      | 受賞       | [ 23 ] |
| 2023 (第95回)   | グニート・モーンガー      |                                 | エレファント・ウィスパラー: 聖なる象との絆 | 短編ドキュメンタリー映画賞      | 受賞       | [ 23 ] |
| 2023 (第95回)   |                           | シャウナク・セン                | オール・ザット・ブリーズ                   | 長編ドキュメンタリー映画賞      | ノミネート | [ 23 ] |
| 2023 (第95回)   | アマン・マン              |                                 | オール・ザット・ブリーズ                   | 長編ドキュメンタリー映画賞      | ノミネート | [ 23 ] |
| 2024 (第96回)   |                           | ニシャ・パフジャ                | 虎を仕留めるために                         | 長編ドキュメンタリー映画賞      | ノミネート | [ 24 ] |

### 科学技術賞
| 年   | 画像 | 対象者                   | 出典          |
| ---- | ---- | ------------------------ | ------------- |
| 2002 |      | ヴァニタ・ランガラージュ | [ 25 ]        |
| 2016 |      | ラーフル・タッカル       | [ 26 ] [ 27 ] |
| 2016 |      | コタランゴ・リオン       | [ 28 ] [ 29 ] |
| 2018 |      | ヴィカース・サタイエ     | [ 30 ] [ 31 ] |